# 本所松坂町公園

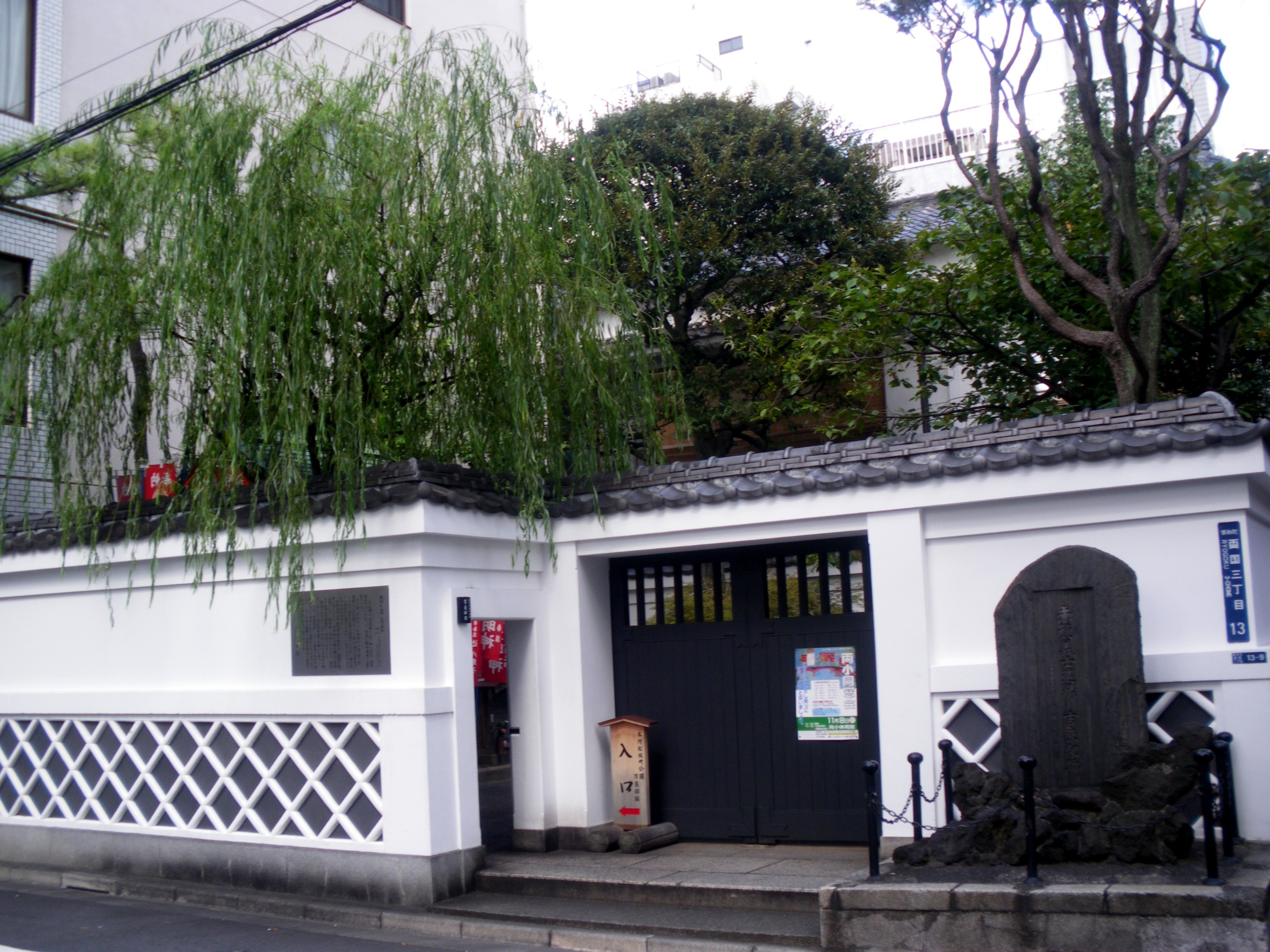
本所松坂町公園

本所松坂町公園 （ほんじょまつざかちょうこうえん）は、東京都墨田区両国にある区立公園。高家肝煎を引退した後に吉良義央が暮らした邸宅があった。
赤穂浪士によって吉良義央ら二十余人が討たれた「吉良邸討ち入り」（元禄赤穂事件）の現場である。本所松坂町は当地の旧名。

## 概要
一般にある児童公園の類と違い、遊具などはない。約98平方メートル（29.5坪）の敷地に、屋敷神である稲荷明神と義央供養を兼ねた神社や井戸、桜の木などがある程度で、むしろ記念広場に近い。
吉良義央の屋敷は、はじめ鍜治橋の屋敷を拝領していたが、松の廊下の刃傷事件の約5カ月後の元禄14年8月に、鍜治橋の屋敷は幕府の命により御用地として召し上げとなった。刃傷事件の約6カ月後の元禄14年9月3日に、幕府の命により、現在の本所松坂公園付近にあった松平登之助の屋敷を拝領し、移り住んだ。
元禄時代の当時は付近の一帯が吉良義央の邸宅であり、その広さは約8400平方メートル（2550坪）と推算されているから、その広さをうかがうことができる。邸宅は、赤穂浪士による討ち入りの後の、元禄16年2月4日には江戸幕府に没収され、一部が中島氏・佐伯（佐柄木とも）氏の拝領屋敷となった。後にそのほかの敷地跡にも住宅などが立ち並び、大地震後に鎮魂と供養の為に建てられた神社の他には往時の吉良邸を偲ばせるものはなにもなかったが、昭和9年（1934年）に地元の有志らが旧邸内の、東寄りで屋敷内の北辺部にあった住宅地を購入し、住宅を撤去して東京市に寄贈し、翌昭和10年（1935年）に公園として開かれたのが始まりである。昭和25年（1950年）に墨田区へ移管された。
公園内には、赤穂事件に基づいた各種の展示のほか、討入事件で主君のために戦い、亡くなった吉良家家臣の石碑や、吉良上野介追慕碑などが残されているが、平成22年（2010年）12月12日には、1690年頃に吉良義央自ら作らせた座像を基にした吉良上野介義央公座像が公園内に建立された。

## 本所松坂町
元禄赤穂事件から1年弱経った元禄16年（1703年）の元禄大地震とそれの6日後に起きた大火（水戸様火事）で吉良邸があった周辺は壊滅状態になり、その復興のときに吉良邸跡の4割ほどのところに御鏡師の中島伊勢（川村時太郎のちの葛飾北斎の養父）・御研師の佐柄木弥太郎の拝領町屋と芝田町代地ができ、残りは使用目的が決まっていない割残地であった。宝永2年～4年（1705年～1707年）にかけて中島・佐柄木両名の拝領町屋は本所松坂町一丁目拝領町屋に、芝田町代地が本所松坂町二丁目年貢町屋となった。この時に「本所松坂町」の町名ができたのである。
またこの頃、吉良邸跡の割残地だったところが芝新堀常浚拝領地となっており、吉良邸跡すべてが本所松坂町となった年代は不詳であるが、宝暦12年（1762年）の時点ではそれが確認されている。なお、吉良邸跡だけでなく、その近所の回向院東の道沿いなどに本所松坂町一丁目の町屋があった。

### 本所松坂町前史
本所松坂町があった周辺は、かつては広大な幕府の御竹蔵（竹材保管施設）があったところで、1670年代の延宝年間にそれがあったことが確認されている。元禄の初年頃（1690年前後）に御竹蔵周辺は大きな改修工事が行われ、西正面の道に張り出して設置されていた小屋場（竹材の陸送に用いる大八車が置かれていた）が廃されて御竹蔵正面は西から南にかわり、水運のための竪川に続く新道が敷かれた。
元禄11年9月6日（1698年10月9日）の大火（勅額火事）後に御竹蔵は廃され、同年11月には御竹蔵跡を武家屋敷にするた南北に走る新道が敷かれ、東西のブロックができた。勅額火事に被災した松平信望と土屋逵直はすぐにが西ブロック内に代替地を拝領。12月には西ブロック内に本多長員、東ブロック内に牧野長門守と鳥居久五郎が代替地を拝領した。元禄14年（1701年）8月に信望はここを立ち退き、翌月に吉良義央が受領した。
吉良邸の先住者に関して、鉄砲百人組頭だった近藤貞用であったとした説が古くからあり、文政11年（1828年）頃に町方からの報告によって幕府が作成した『文政町方書上』や『御府内備考』などにもこの説が記載されていた。これは本所松坂町二丁目にあった「兼春稲荷」の別当・円蔵院が書いた由緒書の間違いから出たもので、貞用が信望と同じ「登之助」を通称していたことから誤ったとされている。本所松坂町があった周辺では「近藤登之助説」は昔から信じられており、そのため三田村鳶魚が昭和5年（1930年）刊行の『横から見た赤穂義士』（民友社）で「近藤登之助説」を採用したことから、その影響で吉良邸前主を近藤登之助と書いた本が数多く出た。

## 遺構・施設など
- 外壁 - 高家の格式を表す海鼠塀と黒塗りの屋敷門を復元。ただし脇門であり、正門（表門）は現在オフィスビルとマンションになっていて、史跡を伝える立札があるのみ。
- 吉良邸前稲荷社（飯澄稲荷神社） - 吉良邸跡の向かいにある。本所松坂町と吉良邸の屋敷神・地域神として祀られる。
- 吉良邸内稲荷社（松坂稲荷神社[注釈 4]、義央合祀で吉良神社[注釈 5]とも） - 義央の墓がある。
- 華蔵寺吉良像（吉良上野介義央公座像） - 昨今の吉良義央に対する歴史的評価の好転を機に、両国三丁目町会と吉良邸跡保存会らによって作成された像。良央の位は従四位上なので束帯は黒、後襟袍の下に緑、藍、紅、白の襟があらわされている。表襟は白色で、左手に太刀、右手に朱塗り平板の笏を持つ。
- 追悼供養碑（吉良家二十士追悼碑） - 犠牲者二十数名の名を刻んだ石碑。「うち小林央通の娘が中島伊勢に嫁ぎ、その子が中島宗理（葛飾北斎）」などと紹介[注釈 6]。

## 利用案内
- 所在地 - 東京都墨田区両国三丁目13番9号
- アクセス - JR総武線両国駅東口下車徒歩5分、都営大江戸線両国駅下車徒歩10分[1]。
- 開園時間 - 日中の時間帯
- 入園料 - 無料

## 特記事項
- 12月14日には、泉岳寺などが主催の義士祭[注釈 7]が行われる際は多数の出店などがある一方、犠牲者ゆかりの有志による供養・法要などもあり[注釈 8]、普段は住宅街のなかにあるので閑散としているが、かなりの人出がある。歴史研究など時間をかけた見学には、別の日が余裕を持ち散策できる。
- また、芝居（忠臣蔵）と史実（元禄赤穂事件）との違いが明らかになるにつれ、悪役とされた義央の評価が変わりつつあることもあり、義央を偲び、屋敷神と義央が合祀されている公園内の稲荷社[1]に参拝に来るものも少なくない。